# Музей Дренте
Музей Дренте представляет собой исторический музей, расположенный в Ассене, Нидерланды. Он был основан комиссаром короля Дренте 28 ноября 1854 года в качестве Провинциального музея древностей Дренте.

## Коллекции
В музее хранится большая постоянная коллекция доисторических артефактов из провинции Дренте. Она включает в себя экспонаты мумифицированных в болотах останков человеческих тел (девушка из Иде, пара мужчин из Вирдинга, мужчины из деревни «Exloërmond» и из деревни «Erfscheidenveen»).
В музее хранятся находки культуры воронковидных кубков, а также древнейший известный в мировой истории восстановленный чёлн из Пессе, возраст которого датируется между 8200 и 7600 годами до н. э.

## Кража

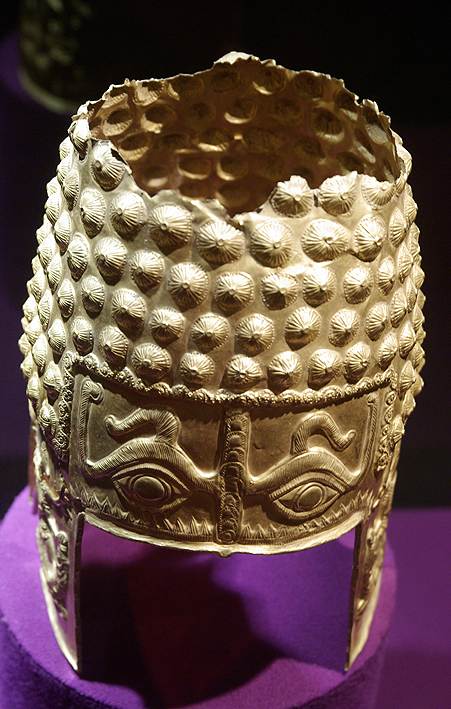
Шлем Коцофенешти

25 января 2025 года из музея были похищены значимые артефакты, в том числе знаменитый Шлем Коцофенешти.